# Vegyes 4 × 100 méteres vegyesúszás a 2015. évi nyári európai ifjúsági olimpiai fesztiválon
A 2015. évi nyári európai ifjúsági olimpiai fesztiválon az úszás vegyes 4×100 méteres vegyesúszás versenyeit július 28-án rendezték, Tbilisziben.

## Rekordok
A versenyt megelőzően a következő rekordok voltak érvényben:
| EYOF rekord | Oroszország | 3:59,93 | Utrecht, Hollandia | 2013 |

## Előfutamok
Az összesített eredmények alapján a legjobb időeredménnyel rendelkező 8 csapat jutott a döntőbe.
| H  | Nemzet             | Versenyzők                                                                              | E       | Mj  |
| -- | ------------------ | --------------------------------------------------------------------------------------- | ------- | --- |
| 1  | Magyarország       | Ilyés Laura Vanda Labán Eszter Holló Balázs Barta Márton                                | 4:02.19 | WD  |
| 2  | Németország        | Yara Sophie Hierath Philipp Andre Brandt Johannes Hintze Emily Charlotte Feldvoss       | 4:04.01 | Q   |
| 3  | Szlovénia          | Janja Jamsek Dejan Steharnik David Mihalic Janja Segel                                  | 4:04.69 | Q   |
| 4  | Oroszország        | Kliment Kolesnikov Daniil Kitov Aleksandra Denisenko Iuliia Filippova                   | 4:04.71 | Q   |
| 5  | Olaszország        | Giulia Borra Nicolo Martinenghi Aurora Birro Alberto Razzetti                           | 4:05.75 | Q   |
| 5  | Spanyolország      | Alexia Arredondo Urruchi Alejandro Raez Munoz Tomas Manso Fraga Julia Pujadas Rusinol   | 4:05.75 | Q   |
| 7  | Egyesült Királyság | Brodie Paul Williams Cameron James Muir Caitlin Elizabeth Hubbard Rebecca Mia Sutton    | 4:07.21 | Q   |
| 8  | Norvégia           | Astrid Julie Halvorsen Andre Klippenberg Grindheim Tomoe Zenimoto Hvas Malene Rypestoel | 4:08.13 | Q   |
| 9  | Írország           | Conor Ferguson Niamh Coyne Ellen Walshe Robert Powell                                   | 4:08.85 | T1  |
| 10 | Hollandia          | Jelle Betten Daan Zwertbroek Chefanja Nunes ClaireVerkijk                               | 4:09.70 | T2  |
| 11 | Franciaország      | Stanislas Huille Remi Renard Mathilde Descamps Clara Sgaramella                         | 4:09.74 |     |
| 12 | Szlovákia          | Robin Reindl Filip Somogyi Bartaky Dávid Tatiana Potocka                                | 4:10.94 |     |
| 13 | Fehéroroszország   | Iryna Tsesiul Yahor Kirykovich Dzmitry Haldzin Alena Halubkina                          | 4:11.18 |     |
| 14 | Lengyelország      | Oliwia Ewa Wisniewska Lukasz Solak Kamil Kazmierczak Kornelia Fiedkiewicz               | 4:11.36 |     |
| 15 | Törökország        | Ilya Atasay Buse Alemdar Zehra-Duru Bilgin Serhat Kaan Asik                             | 4:11.42 |     |
| 16 | Izrael             | Alon Shami Nicol Berkovich May Lowy Itai Karmi                                          | 4:12.26 |     |
| 17 | Svájc              | Thierry Frederic Bollin Marianne Emi Mueller Alex Akachim Ogbonna Adriana Bassi         | 4:12.37 |     |
| 18 | Horvátország       | Kristofer Marijan Rogic Karla Kvesic Lorena Jerebic Karlo Noah Paut                     | 4:12.56 |     |
| 19 | Svédország         | Olle Gustav Skold Hannah Brunzell Kamelia Gradinarska Oskar Daniel Kertesz              | 4:13.27 |     |
| 20 | Litvánia           | Rokas Juozelskis Kotryna Teterevkova Paulius Martinkenas Ieva Jaceviciute               | 4:13.36 |     |
| 21 | Finnország         | Vilma Oura Emilia Flyckt Peik Lindberg Otto Rannikko                                    | 4:15.28 |     |
| 22 | Észtország         | Armin Evert Lelle Henry Gerhard Uriko Ilona Maide Sarah Hurden                          | 4:15.34 |     |
| 23 | Ausztria           | Marlene Kahler Valentin Bayer Franziska Ruttenstock Felix Nussbaumer                    | 4:16.58 |     |
| 24 | Ukrajna            | Yevgenyya Grygorenko Maksym Piekhota Valeriia Hunchenko Oleksandr Luhovyi               | 4:16.71 |     |
| 25 | Csehország         | Tomas Ludvik Marika Hudcova Filip Chrapavy Michaela Gogelova                            | 4:21.64 |     |
| 26 | Grúzia             | Irakli Kvaratskhelia Levani Bakhturidze Rusudan Goginashvili Meri Mumladze              | 4:24.46 |     |
| 27 | Monaco             | Theo Chiabaut Claudia Verdino Marine Le Berrigaud Dorian Viora                          | 4:35.70 |     |
| -  | Bulgária           | Petar Bozhilov Lyubomir Epitropov Sofia Ivanova Denitsa Georgieva                       |         | DNS |

## Döntő
| H     | Név                | Nemzet                                                                                       | E       | Mj |
| ----- | ------------------ | -------------------------------------------------------------------------------------------- | ------- | -- |
| Arany | Oroszország        | Valeriya Egorova Daniil Kitov Egor Kuimov Valeriia Sukhanova                                 | 3:58.49 | CR |
| Ezüst | Németország        | Yara Sophie Hierath Philipp Andre Brandt Johannes Hintze Emily Charlotte Feldvoss            | 4:02.43 |    |
| Bronz | Szlovénia          | Janja Jamsek Dejan Steharnik David Mihalic Janja Segel                                       | 4:03.03 |    |
| 4     | Írország           | Conor Ferguson Niamh Coyne Ellen Walshe Robert Powell                                        | 4:04.44 |    |
| 5     | Egyesült Királyság | Elliot Lewis Clogg Katie Ann Robertson Kieran Bird Rebecca Mia Sutton                        | 4:04.51 |    |
| 6     | Olaszország        | Emanuel Fava Nicolo Martinenghi Aurora Birro Giulia Borra                                    | 4:05.58 |    |
| 7     | Norvégia           | Astrid Julie Halvorsen Andre Klippenberg Grindheim Tomoe Zenimoto Hvas Malene Rypestoel      | 4:08.40 |    |
| -     | Spanyolország      | Hugo Gonzalez De Oliveira Alejandro Raez Munoz Julia Pujadas Rusinol Nadia Gonzalez Oliveira |         | DQ |